# إليشا جيسوب
إليشا جيسوب هو سياسي كندي، ولد في 1843، وتوفي في 24 أكتوبر 1918. حزبياً، نشط في حزب أونتاريو المحافظ التقدمي. وقد انتخب عضو برلمان مقاطعة أونتاريو.